# 피스토이아도
피스토이아도(이탈리아어: Provincia di Pistoia)은 이탈리아 토스카나주에 위치한 이탈리아의 도 중 하나이다. 주도는 피스토이아시이고 도는 4면이 육지로 둘러싸여 있다. 면적은 964.12 제곱킬로미터 (372.25 mi2)이고 인구는 총합 291,788명이다 (2015년 기준). 22개의 코무네 (지역자치단체)로 구성되어 있다.
피스토이아도는 무솔리니 통치 시기인 1927년에 만들어졌으며, 1966년 높은 빈곤 수준으로 인해 토스카나에서 1인당 소득이 가장 낮았다. 이는 피스토이아도가 제2차 세계대전 종전 전까지 주로 농업이 중심 지역이었고,  그 이후로는 산업화를 향해 급격한 과정을 거쳐야 했고 지역의 근본이던 농업적 뿌리를 버려야 했기 때문이었다. 인구는 최근 들어 증가하는 추세이며 2011년 268,437명에서 2015년 292,000명 가량으로 늘어났다.
피스토이아의 산맥과 아베토네와 발 디 루체의 휴양지 등은 스키어들에게 명소이며, 이 지역은 옴브로네 계곡과 이를 관통하여 흐르는 강과 같은 평지와 산악 지대가 결합된 지형을 포함하고 있다. 피스토이아시는 루카와 피렌체에서 약  40 킬로미터 (25 mi) 떨어져 있다. 피스토이아와 페시아 등 도시 주변 지역은 전세계로 수출하는 원예로 유명하고, 콰라타는 목재 가구로 유명하다.

## 행정

### 도지사 목록
|    | 피스토이아 도지사   | 임기 시작 | 임기 종료 | 당                         |
| -- | ------------------- | --------- | --------- | -------------------------- |
| 1  | 에마누엘레 로메이   | 1951년    | 1956년    | 이탈리아 공산당            |
| 2  | 빈첸초 나르디       | 1956년    | 1964년    | 이탈리아 사회당            |
| 3  | 루이지 난니         | 1964년    | 1967년    | 이탈리아 공산당            |
| 2  | 빈첸초 나르디       | 1967년    | 1975년    | 이탈리아 사회당            |
| 4  | 바스코 마티         | 1975년    | 1977년    | 이탈리아 공산당            |
| 5  | 이보 루케시         | 1977년    | 1982년    | 이탈리아 공산당            |
| 6  | 비토리오 솔디       | 1982년    | 1985년    | 이탈리아 사회당            |
| 7  | 리카르도 라스텔리   | 1985년    | 1990년    | 이탈리아 공산당            |
| 8  | 알도 모렐리         | 1990년    | 1995년    | 좌파민주당 좌파 민주주의당 |
| 8  | 알도 모렐리         | 1995년    | 1999년    | 좌파민주당 좌파 민주주의당 |
| 9  | 잔프란체스코 벤투리 | 1999년    | 2004년    | 좌파 민주주의당 민주당     |
| 9  | 잔프란체스코 벤투리 | 2004년    | 2009년    | 좌파 민주주의당 민주당     |
| 10 | 페데리카 프라토니   | 2009년    | 2014년    | 민주당                     |
| 10 | 페데리카 프라토니   | 2014년    | 2015년    | 민주당                     |
| 11 | 리날도 반니         | 2015년    | '현직'    | 민주당                     |